# Abala (Niger)
Abala (auch: Aballah) ist eine Landgemeinde und der Hauptort des Departements Abala in Niger.

## Geographie

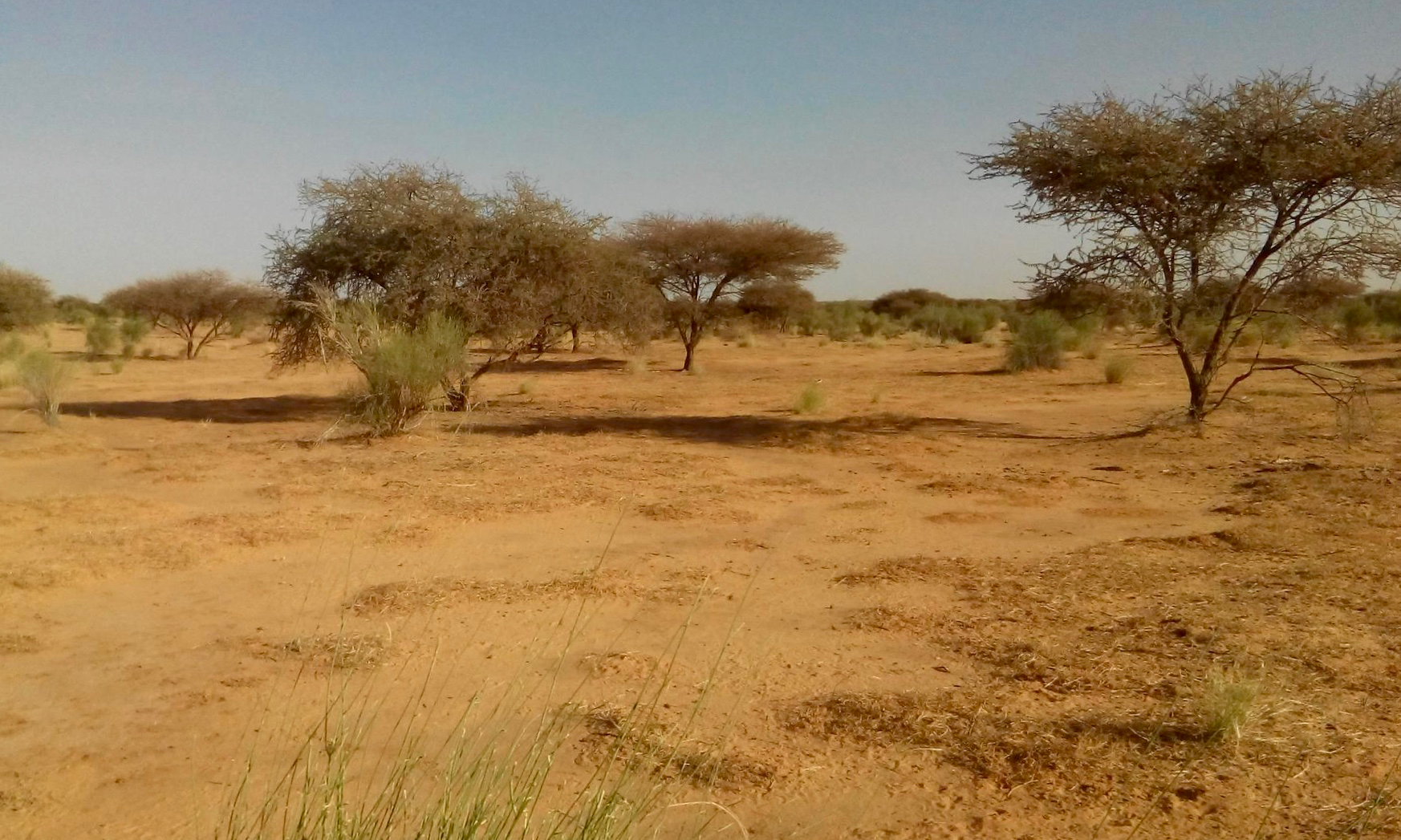
Landschaft in der Gemeinde Abala

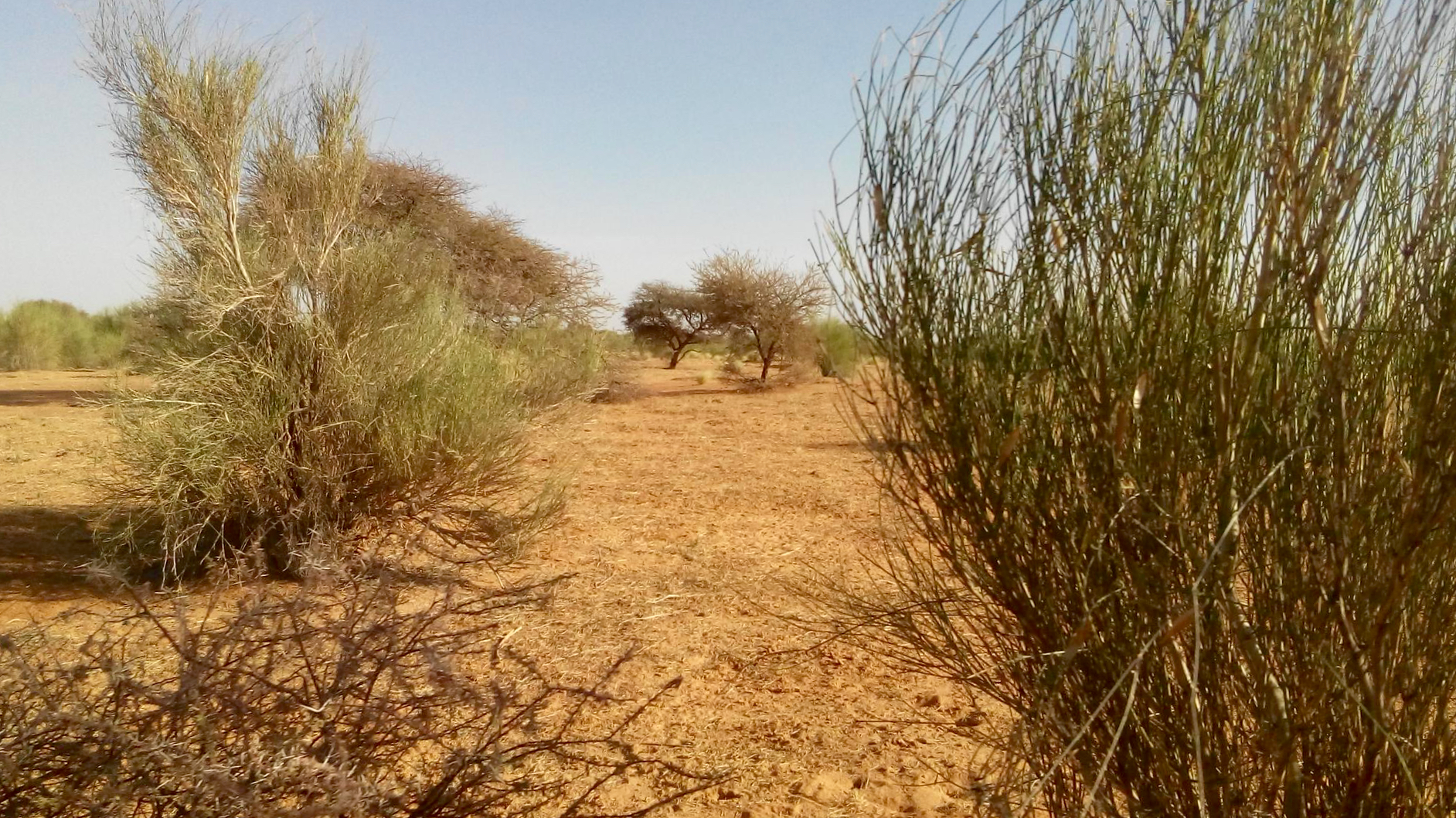
Landschaft in der Gemeinde Abala

Abala grenzt im Norden an den Nachbarstaat Mali. Die Nachbargemeinden in Niger sind Tillia im Osten, Sanam im Südosten, Kourfeye Centre im Süden, Filingué im Südwesten und Banibangou im Westen. Bei den Siedlungen im Gemeindegebiet handelt es sich um 62 Dörfer, 70 Weiler, ein Lager und neun Wasserstellen sowie vier Stadtviertel. Der Hauptort der Landgemeinde ist Abala, bestehend aus den Stadtvierteln Abala, Abala Maïdadji, Abala Quartier und Abala Toudou. Er liegt auf einer Höhe von 235 m.
Die Gemeinde ist Teil der Übergangszone zwischen Sahel und Sahara. Der nordöstliche Teil von Abala wird zur Landschaft Azawagh gerechnet. Durch die Gemeinde verläuft das Trockental Dallol Bosso. Häufig auftretende Buschfeuer belasten die Umwelt.

## Geschichte
Der Hauptort Abala wurde 1931 von Zuwanderern aus Filingué gegründet, die ihre ersten Häuser an der Wasserstelle Abalé (Tuareg für „hervorsprudeln“) bauten. Siedler aus Sanam legten 1947 die Dörfer Kourfa und Djakassa an. Das Dorf Tabotakit (übersetzt „zwischen den Dünen“) wurde 1948 und das Dorf Chimbarkawane (übersetzt „junges Nashorn“) 1955 gegründet. Diese und weitere Dörfer waren wiederum Ausgangspunkte für die Anlage umliegender Weiler. Abala erhielt 1964 den Status eines Verwaltungspostens (französisch poste administratif). Die große Dürre von 1968 bis 1976 brachte die weitere Siedlungstätigkeit weitgehend zum Erliegen. Im Dürrejahr 1973 sahen sich Fulbe-Viehzüchter gezwungen, den Hauptort Abala zu verlassen. Im Dürrejahr 1984 fanden Viehzüchter aus Abala in der Stadt Dogondoutchi Zuflucht.
Der Ort wurde 2002 wie Kourfeye Centre und Sanam aus dem Kanton Kourfey herausgelöst und zur eigenständigen Landgemeinde. Überschwemmungen verursachten 2009 in zahlreichen Dörfern der Gemeinde materielle Schäden, von denen 7210 Einwohner unmittelbar betroffen waren. Der Verwaltungsposten von Abala wurde 2011 aus dem Departement Filingué herausgelöst und zum Departement Abala erhoben. In der Gemeinde wurde im März 2012 infolge des Konflikts in Nordmali ein Flüchtlingslager eingerichtet. Das Lager beherbergte im Oktober 2013 über 14.000 Menschen, vor allem Tuareg aus der malischen Gemeinde Andéramboukane.

## Bevölkerung
Bei der Volkszählung 2012 hatte die Landgemeinde 75.821 Einwohner, die in 10.183 Haushalten lebten. Bei der Volkszählung 2001 betrug die Einwohnerzahl 56.803 in 7539 Haushalten.
Im Hauptort lebten bei der Volkszählung 2012 11.068 Einwohner in 1566 Haushalten, bei der Volkszählung 2001 7199 in 955 Haushalten und bei der Volkszählung 1988 6632 in 1013 Haushalten. Für das Jahr 1975 wurden 1906 Einwohner angegeben.
In ethnischer Hinsicht ist die Gemeinde ein Siedlungsgebiet von Kurfeyawa, Fulbe und Tuareg.

## Politik
Der Gemeinderat (conseil municipal) hat 20 gewählte Mitglieder. Mit den Kommunalwahlen 2020 sind die Sitze im Gemeinderat wie folgt verteilt: 15 PNDS-Tarayya, 3 MPN-Kiishin Kassa, 1 MPR-Jamhuriya und 1 RDR-Tchanji.
Jeweils ein traditioneller Ortsvorsteher (chef traditionnel) steht an der Spitze von 53 Dörfern in der Gemeinde.

## Kultur und Sehenswürdigkeiten
Auf der Westseite des Marktplatzes im Zentrum des Hauptorts steht eine in traditioneller Lehmbauweise errichtete Moschee. Ihre Außenmauern sind schmucklos. Der Mihrāb-Vorbau ist quaderförmig. Zur etwa 180 m² großen Gesamtanlage gehört ein Hof an der West- und Nordseite. Der Innenraum weist drei Transversalschiffe und ein Minbar-Podest an der Südseite auf.

## Wirtschaft und Infrastruktur

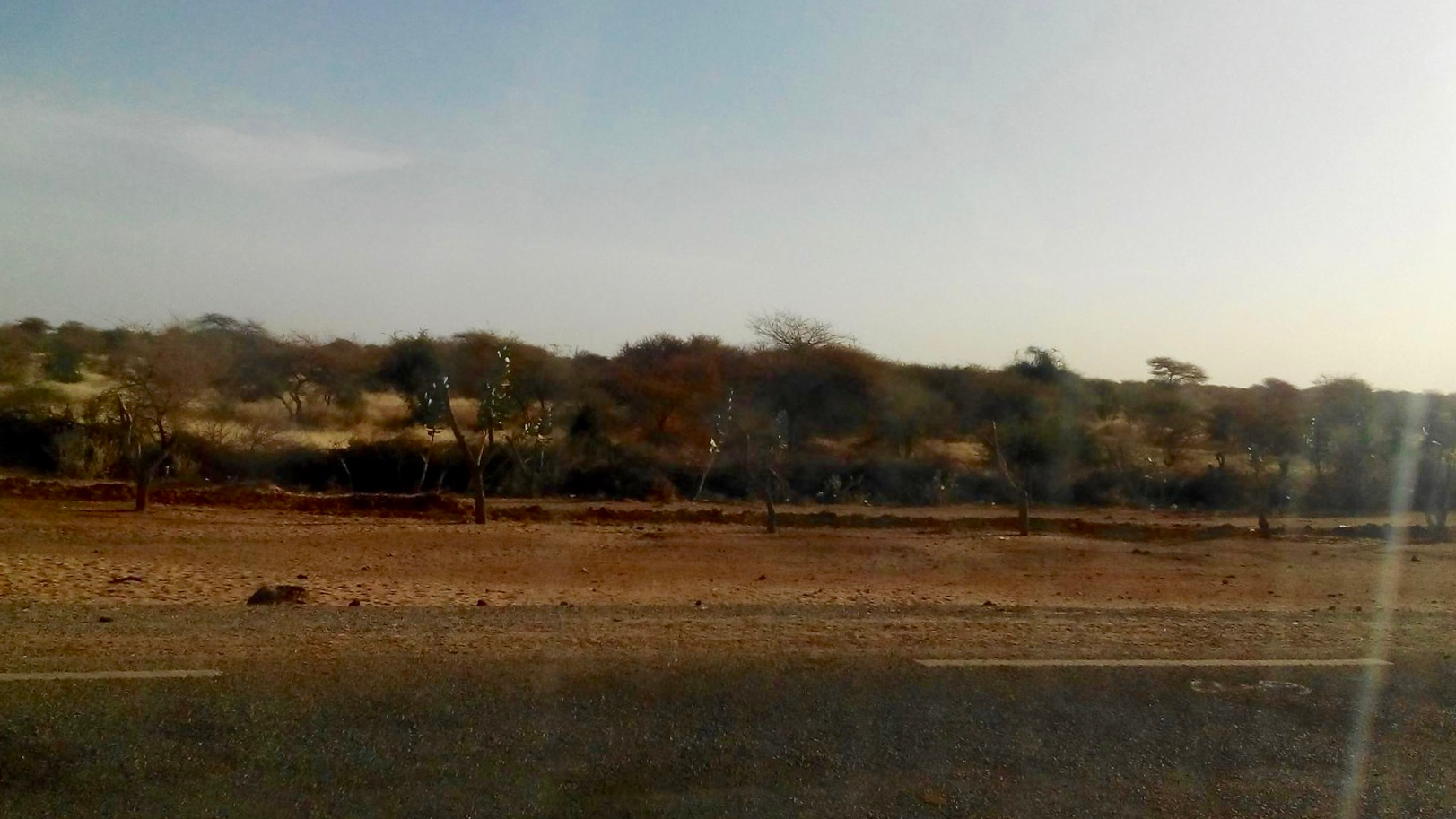
Nationalstraße 25 in der Gemeinde Abala

Die Gemeinde liegt am Übergang der Zone des Agropastoralismus des Südens zur Zone der reinen Weidewirtschaft des Nordens. In Abala gibt es einen Viehmarkt, auf dem die Züchter selbst ihre Tiere verkaufen. Der Markttag ist Donnerstag. Rund 80 % der Bevölkerung von Abala wurden 2011 in einer Studie der französischen Nichtregierungsorganisation ACTED als arm oder sehr arm eingestuft. Mehr als 81 % der Einwohner hatten keinen Zugang zu Latrinen in der näheren Umgebung.
Gesundheitszentren des Typs Centre de Santé Intégré (CSI) sind im Hauptort sowie in den Siedlungen Chimbarkawane, Tabotakit, Tamatchi, Tanchiley, Tarbia und Weila Sofon Gari vorhanden. Die Gesundheitszentren im Hauptort und in Weila Sofon Gari verfügen jeweils über ein eigenes Labor und eine Entbindungsstation. Der CEG Abala ist eine allgemein bildende Schule der Sekundarstufe des Typs Collège d’Enseignement Général (CEG). Beim Collège d’Enseignement Technique d’Abala (CET Abala) handelt es sich um eine technische Fachschule und beim Centre de Formation aux Métiers d’Abala (CFM Abala) um ein Berufsausbildungszentrum.
Durch Abala verläuft die Nationalstraße 25, die den Ort mit den Nachbargemeinden Filingué und Sanam verbindet. Die Niederschlagsmessstation im Hauptort liegt auf 236 m Höhe und wurde 1977 in Betrieb genommen.